# Dibernardia persimilis
Dibernardia persimilis — вид змій родини полозових (Colubridae). Ендемік Бразилії.

## Поширення і екологія
Dibernardia persimilis мешкають на сході Бразилії, в штатах Санта-Катаріна, Парана, Сан-Паулу, Ріо-де-Жанейро, Мінас-Жерайс і Еспіріту-Санту. Вони живуть у вологих атлантичних лісах, зустрічаються на висоті до 1200 м над рівнем моря. Ведуть наземний спосіб життя, є активними і вдень, і вночі, живляться ящірками і амфібіями. Відкладають яйця.